# Quesillo

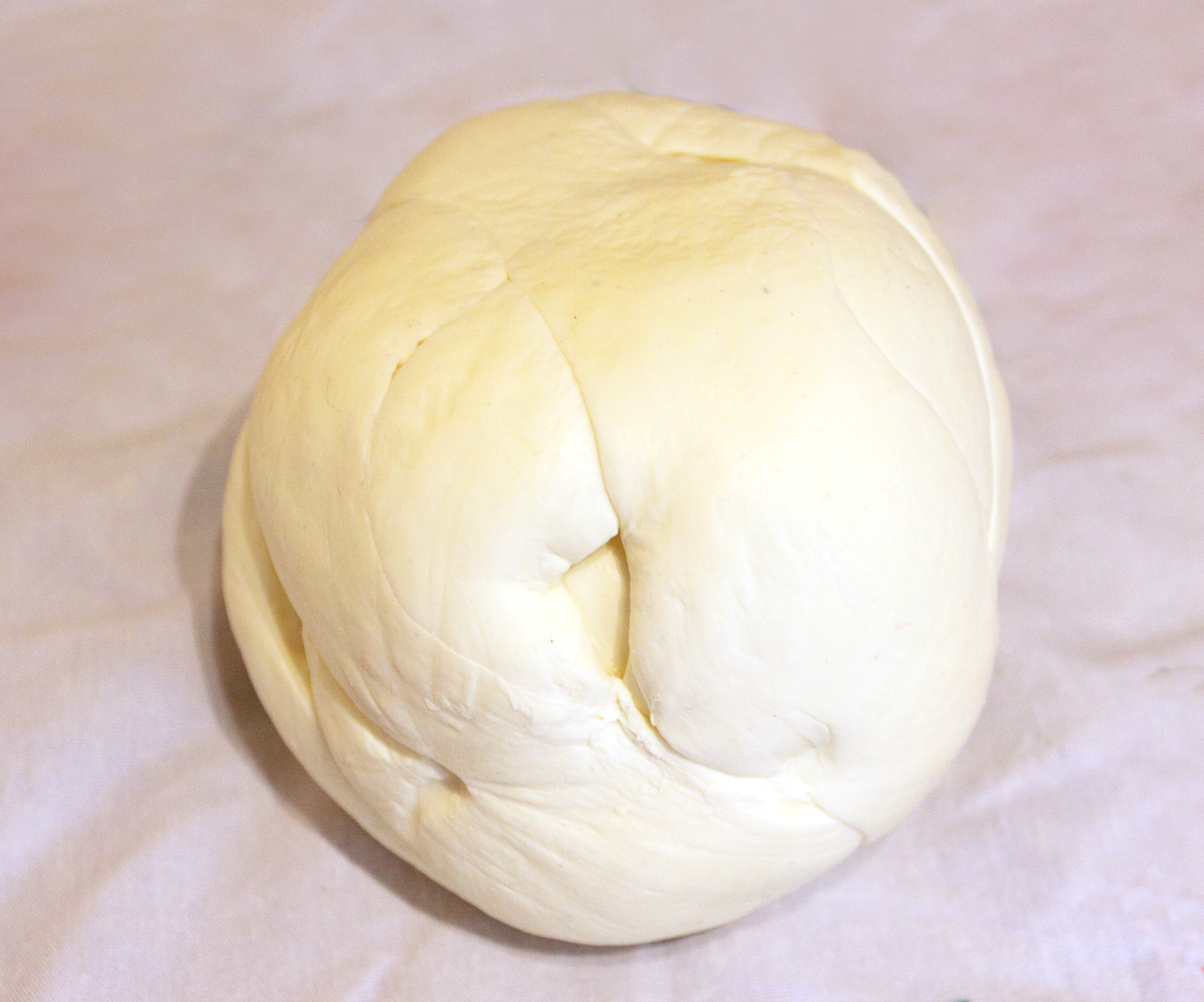
Quesillo in Mexico

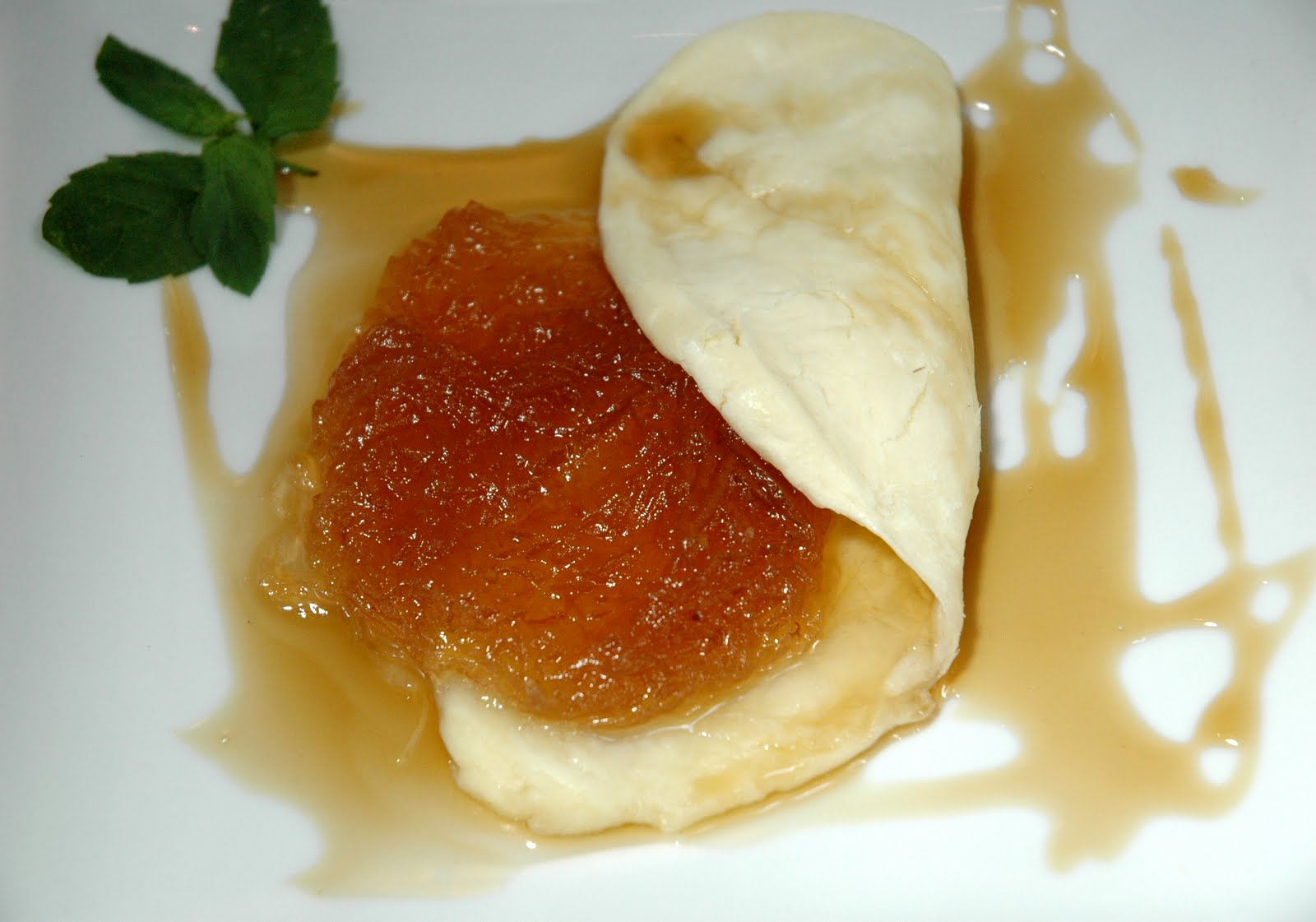
Quesillo in Argentinië

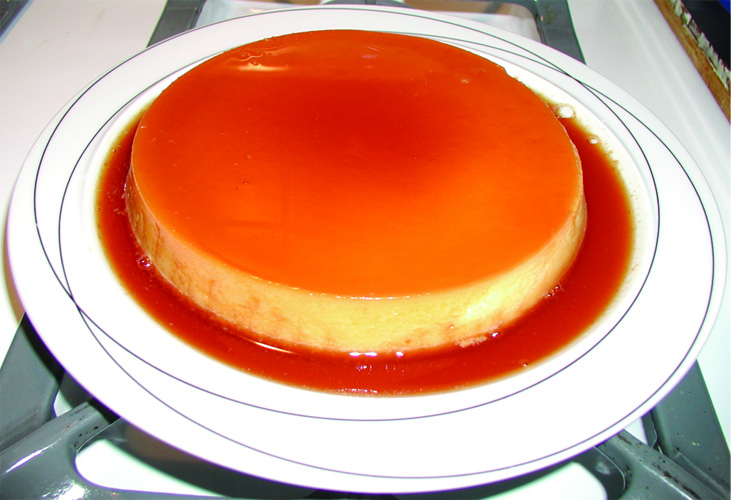
Quesillo in Venezuela

Quesillo is het Spaanse woord voor kaasje of kleine kaas. Het is een type kaas uit Zuid-Amerika die bereid wordt met schapen- en/of koeienmelk.
In Venezuela, Suriname, de Antillen en andere delen van het Caraïbisch gebied is quesillo een nagerecht gemaakt van gecondenseerde melk, eieren en karamel (zonder kaas).